# Pieris oleracea
Pieris oleracea Harris, 1829, è una farfalla della famiglia Pieridae. È una specie filogeneticamente affine a Pieris marginalis, facente parte del gruppo delle cavolaie nordamericane. In letteratura alcuni esemplari sono erroneamente catalogati come Pieris bryoniae o Pieris napi.

## Descrizione

### Adulto
La tipica forma estiva è completamente bianca su ambo i lati delle ali, mentre quella primaverile, un po' più piccola, presenta il margine superiore dell'ala anteriore con macchie appena accennate. Il lato inferiore dell'ala posteriore e l'apice dell'ala anteriore hanno nervature bordate di giallo-verde o di grigio-verde. Come in altre specie di Pieridae, le nervature delle ali posteriori sono più marcate. Le macchie discali sono presenti di norma solo nei maschi, ma non c'è un chiaro dimorfismo sessuale.

L'apertura alare varia tra 3,8 e 5,7 centimetri.

### Uovo
Le uova, scanalate e a forma di birillo, vengono deposte singolarmente sulla pagina inferiore delle foglie delle piante ospiti.

### Larva
Le larve, verdi e cilindriche, sono dotate di una peluria rada, e si alimentano delle parti morbide delle foglie che le ospitano.

### Pupa
Le pupe sono succinte e rappresentano lo stadio con cui la specie affronta l'ibernazione.

## Distribuzione e habitat
Si tratta di una specie prettamente neartica, diffusa lungo un'area a cavallo tra gli Stati Uniti d'America e il Canada, nelle zone del Nord Dakota e Ontario, fino al New England e alla Nuova Scozia.
L'habitat è rappresentato da boschi aperti e campi fioriti, foreste di latifoglie e zone acquitrinose, anche in prossimità dei Grandi Laghi.

## Biologia

### Periodo di volo
Nelle zone più meridionali dell'areale, il periodo di volo è compreso tra aprile e settembre, con due generazioni. Più a Nord, si ha un'unica generazione tra giugno e luglio.

### Alimentazione
Le larve si nutrono delle foglie di varie specie di Brassicaceae, ma gli adulti suggono il nettare di piante anche di altre famiglie.

## Tassonomia
La distinzione in sottospecie è tuttora molto controversa, ed è oggetto di continue revisioni. Allo stato attuale sembrano riconosciute due sottospecie:
- Pieris oleracea oleracea Harris, 1829
- Pieris oleracea ekisi Eitschberger, 1984